# Flaggen der Kreise der Republik China

Flagge der Republik China

Diese Liste zeigt die Flaggen der Stadt- und Landkreise der Republik China auf Taiwan. 

## Eingrenzung
Zum Taiwan-Gebiet der Republik China gehören dreizehn Landkreise und drei kreisfreie Städte (chinesisch 省轄市, Pinyin Shěngxiáshì). Dazu kommen die sechs regierungsunmittelbaren Städte (chinesisch 直辖市, Pinyin Zhíxiáshì) Kaohsiung, Neu-Taipeh, Taichung, Tainan, Taipeh und Taoyuan.

## Liste
| Lage                                    | Flagge                        | Stadt / Kreis                 | Chinesisch                    | Tongyong Pinyin               | Hanyu Pinyin                  |
| Regierungsunmittelbare Städte           | Regierungsunmittelbare Städte | Regierungsunmittelbare Städte | Regierungsunmittelbare Städte | Regierungsunmittelbare Städte | Regierungsunmittelbare Städte |
| --------------------------------------- | ----------------------------- | ----------------------------- | ----------------------------- | ----------------------------- | ----------------------------- |
|                                         |                               | Kaohsiung                     | 高雄市                        | Gaosyóng                      | Gāoxióng                      |
|                                         |                               | Neu-Taipeh                    | 新北市                        | Xīnběi                        | Sinběi                        |
|                                         |                               | Taichung                      | 台中市                        | Táijhong                      | Táizhōng                      |
|                                         |                               | Tainan                        | 台南市                        | Táinán                        | Táinán                        |
|                                         |                               | Taipeh                        | 臺北市                        | Táiběi                        | Táiběi                        |
|                                         |                               | Taoyuan                       | 桃園縣                        | Táoyuán                       | Táoyuán                       |
| Kreisfreie Städte in der Provinz Taiwan |                               |                               |                               |                               |                               |
|                                         |                               | Chiayi                        | 嘉義市                        | Jiayì                         | Jiāyì                         |
|                                         |                               | Hsinchu                       | 新竹市                        | Sinjhú                        | Xīnzhú                        |
|                                         |                               | Keelung                       | 基隆市                        | Jilóng                        | Jīlóng                        |
| Landkreise in der Provinz Taiwan        |                               |                               |                               |                               |                               |
|                                         |                               | Landkreis Changhua            | 彰化縣                        | Jhanghuà                      | Zhānghuà                      |
|                                         |                               | Landkreis Chiayi              | 嘉義縣                        | Jiayì                         | Jiāyì                         |
|                                         |                               | Landkreis Hsinchu             | 新竹縣                        | Sinjhú                        | Xīnzhú                        |
|                                         |                               | Landkreis Hualien             | 花蓮縣                        | Hualián                       | Huālián                       |
|                                         |                               | Landkreis Miaoli              | 苗栗縣                        | Miáolì                        | Miáolì                        |
|                                         |                               | Landkreis Nantou              | 南投縣                        | Nántóu                        | Nántóu                        |
|                                         |                               | Landkreis Penghu              | 澎湖縣                        | Pénghú                        | Pénghú                        |
|                                         |                               | Landkreis Pingtung            | 屏東縣                        | Píngdong                      | Píngdōng                      |
|                                         |                               | Landkreis Taitung             | 台東縣                        | Táidong                       | Táidōng                       |
|                                         |                               | Landkreis Yilan               | 宜蘭縣                        | Yílán                         | Yílán                         |
|                                         |                               | Landkreis Yunlin              | 雲林縣                        | Yúnlín                        | Yúnlín                        |
| Landkreise in der Provinz Fujian        |                               |                               |                               |                               |                               |
|                                         |                               | Landkreis Kinmen              | 金門縣                        | Jinmén                        | Jīnmén                        |
|                                         |                               | Landkreis Lienchiang (Matsu)  | 連江縣                        | Liánjiang                     | Liánjiāng                     |